# Lewisham
Ne pas confondre avec le borough londonien de Lewisham dont fait partie Lewisham.
Pour les articles homonymes, voir Lewisham (homonymie).
 (mai 2017).
Le contenu est difficilement compréhensible vu les erreurs de traduction, qui sont peut-être dues à l'utilisation d'un logiciel de traduction automatique.
Lewisham (ˈluː.ɪʃəm/) est une zone dans le sud-est de Londres en Angleterre, dans le borough londonien de Lewisham, centrée à 5,9 milles (9,5 km) au sud-est de Charing Cross. La zone est identifiée dans le Plan de Londres comme l'un des 35 grands centres dans le Grand Londres. En tant que centre important, Lewisham avait une population de 95 041 habitants en 2011. C'est une importante plate-forme de correspondance pour le Sud de Londres.

## Histoire

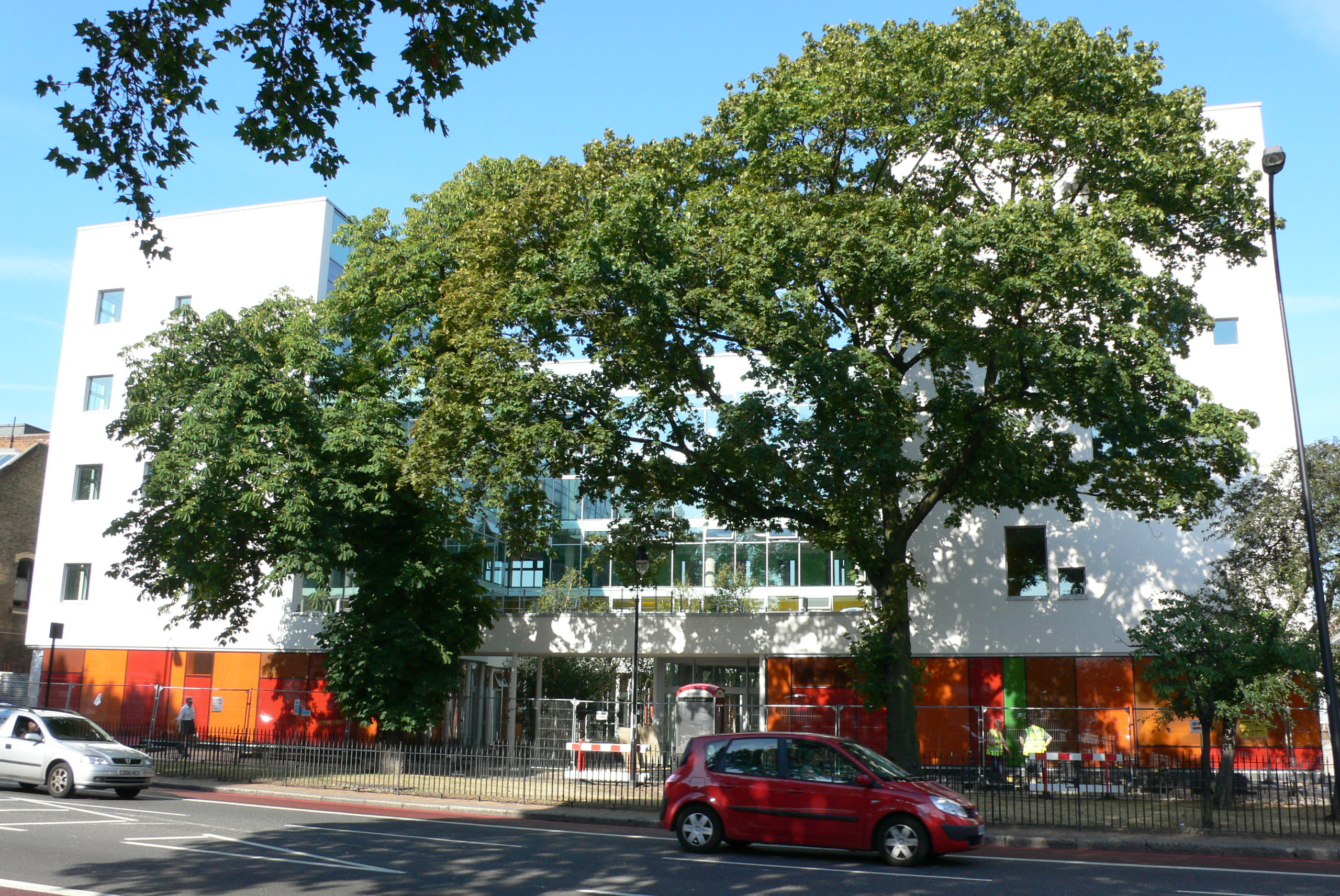
Le Kaleidoscope, centre pour enfants et jeunes, à Catford.

## Gouvernance

Carte des quartiers du Lewisham Metropolitan Borough tel qu’ils étaient en 1916.

## La zone commerciale et les installations

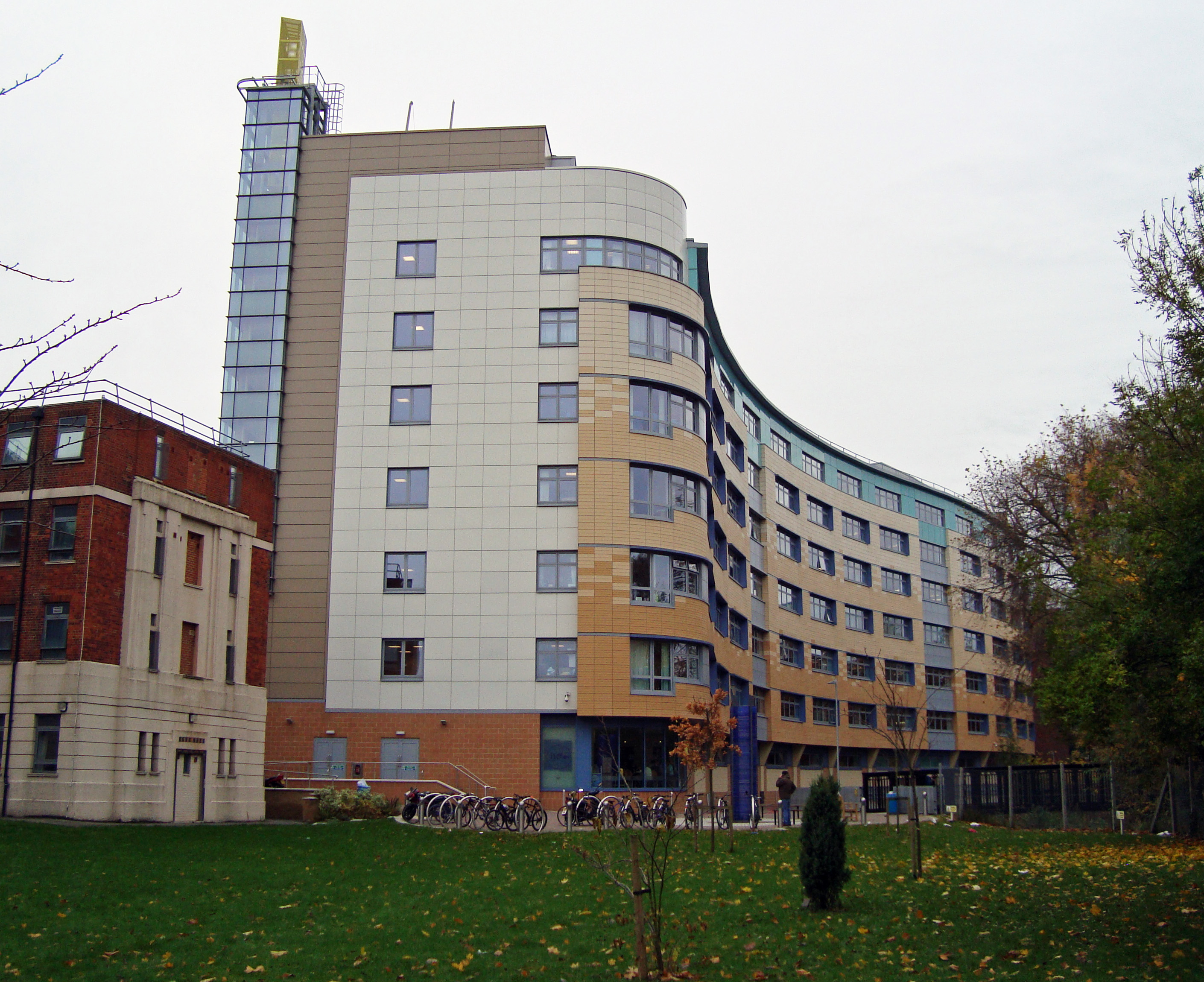
Hôpital universitaire de Lewisham.

## Transport

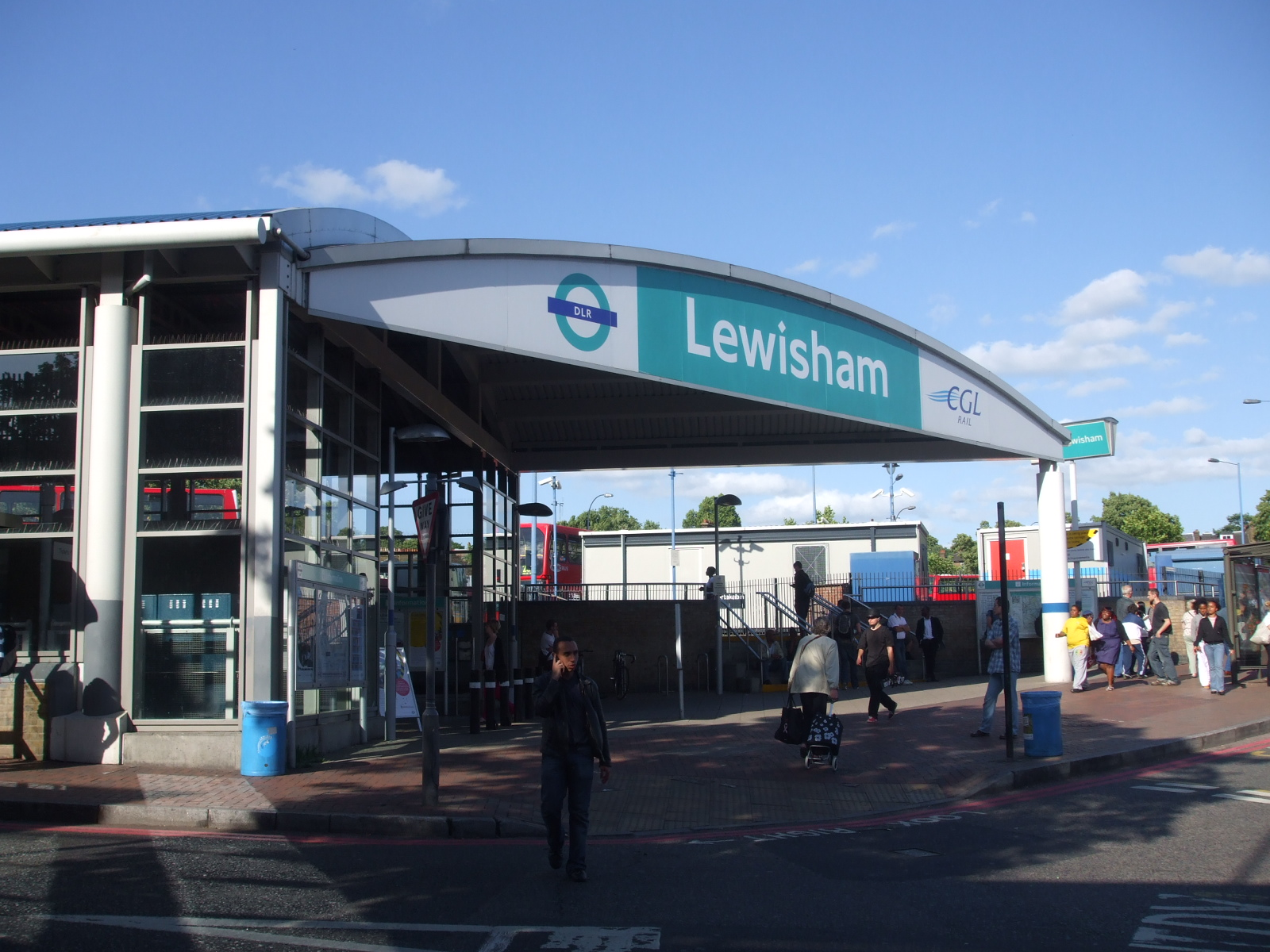
L'entrée de Lewisham DLR.

### Bus
Lewisham est desservie par de nombreux services de bus des Transports de Londres en correspondances avec des zones telles que Beckenham, Bexleyheath, Brockley, Bromley, Brixton, Elephant & Castle, Catford, Central London, Croydon, Crystal Palace, Eltham, Greenwich, Nouvelle Croix, Orpington, Peckham, Penge, Sidcup, Stratford, Thamesmead et Woolwich.

## Reconstruction

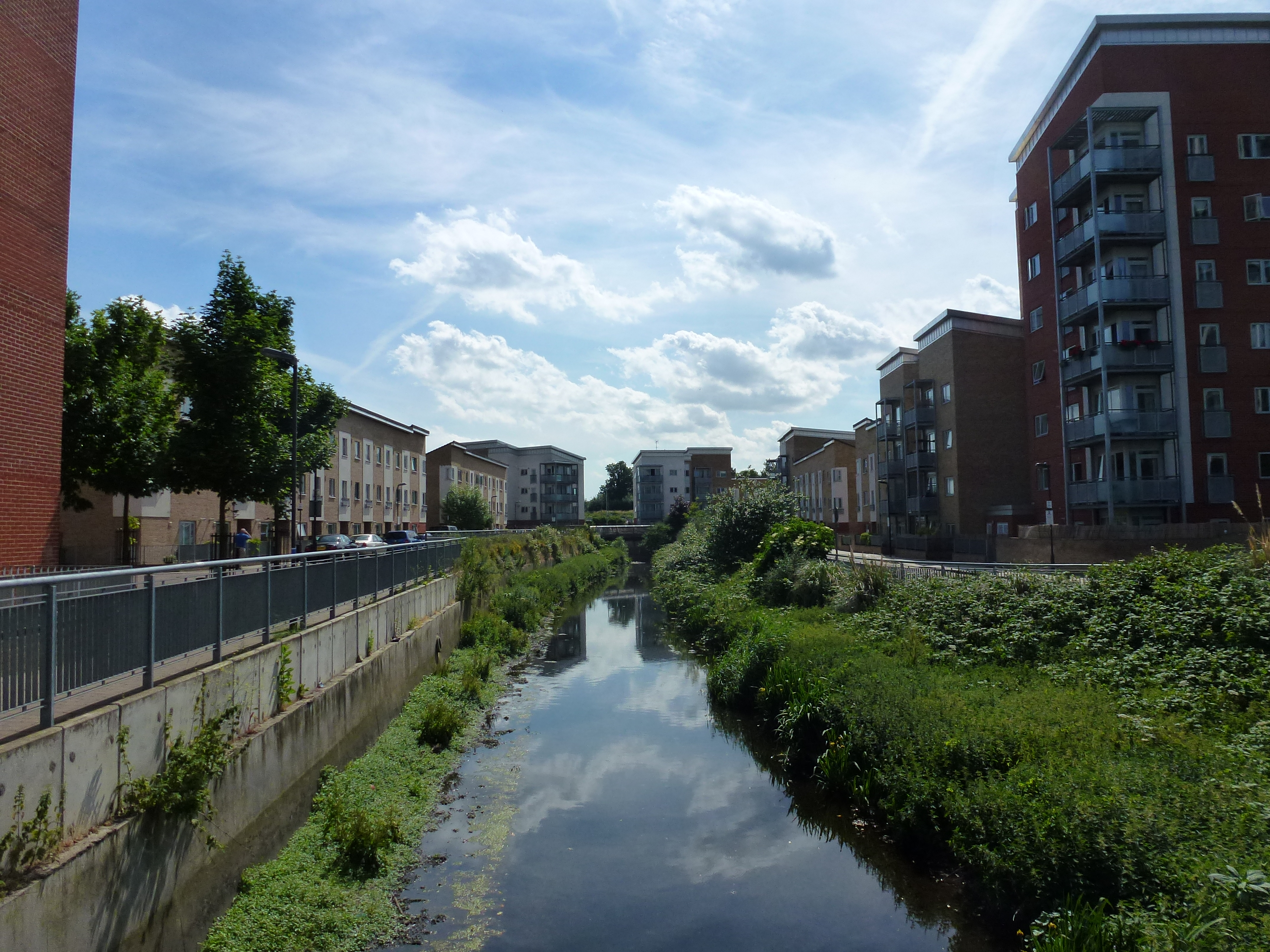
Cornmill Gardens development around the River Ravensbourne, 2013.

## Personnes notables
- Ruben Loftus-Cheek
- Gary Oldman
- Ginger Baker
- Natasha Bedingfield
- Rosa May Billinghurst
- Kate Bush
- Ann Batten Cristall (1769–1848)
- Leland Lewis Duncan
- Malcolm Hardee
- Keeley Hazell
- Jessica Hynes, actrice née à Lewisham
- Frank King joueur de cricket né à Lewisham
- Joseph (né en 1833) and Richard Lamb (né en 1836), fondateurs de J&R Lamb Studios
- Elsa Lanchester actrice née à Lewisham
- Jude Law acteur
- Neal Lawson (politicien) né à Lewisham
- Angie Le Mar
- Marie Lloyd
- Alexander McQueen (designer) né à Lewisham
- MNEK (musicien) né à Lewisham
- Kwes
- Edith Nesbit
- P Money
- Novelist
- William Page
- Jonathan Palmer
- Mica Paris (musicien)
- Gladys Powers
- Maxi Priest, musicien qui est né et a grandi à Lewisham
- Luke Pritchard (musicien) né à Lewisham
- Louise Redknapp
- Kieran Richardson (footballeur)
- Doris Stokes
- Doveton Sturdee
- David Sylvian (musicien)
- Eamonn Walker
- Richard Walsh acteur
- Ian Wright (footballer)
- Shaun Wright-Phillips
- Conrad Williams
- Sid Vicious (musicien)
- Troy von Scheibner (magicien) né à Lewisham
- Yannick Bolasie (footballeur)
- Julian Gray (footballeur) né à Lewisham
- Henry Williamson
- Alan Jerrard, as britannique de la Première Guerre mondiale

## Géographie

### Climat
| Climate data for London (Greenwich)                                                                    | Climate data for London (Greenwich) | Climate data for London (Greenwich) | Climate data for London (Greenwich) | Climate data for London (Greenwich) | Climate data for London (Greenwich) | Climate data for London (Greenwich) | Climate data for London (Greenwich) | Climate data for London (Greenwich) | Climate data for London (Greenwich) | Climate data for London (Greenwich) | Climate data for London (Greenwich) | Climate data for London (Greenwich) | Climate data for London (Greenwich) |
| Mois                                                                                                   | Janvier                             | Février                             | Mars                                | Avril                               | Mai                                 | Juin                                | Juillet                             | Août                                | Septembre                           | Octobre                             | Novembre                            | Décembre                            | Année                               |
| --- | ----------------------------------- | ----------------------------------- | ----------------------------------- | ----------------------------------- | ----------------------------------- | ----------------------------------- | ----------------------------------- | ----------------------------------- | ----------------------------------- | ----------------------------------- | ----------------------------------- | ----------------------------------- | ----------------------------------- |
| Record de chaleur °C (°F)                                                                              | 14.0 (57.2)                         | 19.7 (67.5)                         | 21.0 (69.8)                         | 26.9 (80.4)                         | 31.0 (87.8)                         | 35.0 (95)                           | 35.5 (95.9)                         | 37.5 (99.5)                         | 30.0 (86)                           | 28.8 (83.8)                         | 19.9 (67.8)                         | 15.0 (59)                           | 37.5 (99.5)                         |
| Moyenne de chaleur °C (°F)                                                                             | 8.3 (46.9)                          | 8.5 (47.3)                          | 11.4 (52.5)                         | 14.2 (57.6)                         | 17.7 (63.9)                         | 20.7 (69.3)                         | 23.2 (73.8)                         | 22.9 (73.2)                         | 20.1 (68.2)                         | 15.6 (60.1)                         | 11.4 (52.5)                         | 8.6 (47.5)                          | 15.2 (59.4)                         |
| Moyenne de froid °C (°F)                                                                               | 2.6 (36.7)                          | 2.4 (36.3)                          | 4.1 (39.4)                          | 5.4 (41.7)                          | 8.4 (47.1)                          | 11.5 (52.7)                         | 13.9 (57)                           | 13.7 (56.7)                         | 11.2 (52.2)                         | 8.3 (46.9)                          | 5.1 (41.2)                          | 2.8 (37)                            | 7.5 (45.5)                          |
| Record de froid °C (°F)                                                                                | −10.0 (14)                          | −9.0 (15.8)                         | −8.0 (17.6)                         | −2.0 (28.4)                         | −1.0 (30.2)                         | 5.0 (41)                            | 7.0 (44.6)                          | 6.0 (42.8)                          | 3.0 (37.4)                          | −4.0 (24.8)                         | −5.0 (23)                           | −7.0 (19.4)                         | −10.0 (14)                          |
| Moyenne des précipitations mm (inches)                                                                 | 51.6 (2.031)                        | 38.2 (1.504)                        | 40.5 (1.594)                        | 45.0 (1.772)                        | 46.5 (1.831)                        | 47.3 (1.862)                        | 41.1 (1.618)                        | 51.6 (2.031)                        | 50.4 (1.984)                        | 68.8 (2.709)                        | 58.0 (2.283)                        | 53.0 (2.087)                        | 591.8 (23.299)                      |
| Nombre moyen des jours de pluie (≥ 1.0 mm)                                                             | 10.8                                | 8.5                                 | 9.6                                 | 9.4                                 | 9.0                                 | 8.3                                 | 8.0                                 | 7.6                                 | 8.5                                 | 10.7                                | 10.1                                | 9.9                                 | 110.4                               |
| Nombre moyen des jours de neige                                                                        | 4                                   | 4                                   | 3                                   | 1                                   | 0                                   | 0                                   | 0                                   | 0                                   | 0                                   | 0                                   | 1                                   | 3                                   | 16                                  |
| Humidité relative moyenne (%)                                                                          | 81.0                                | 76.0                                | 69.0                                | 64.0                                | 62.0                                | 60.0                                | 60.0                                | 62.0                                | 67.0                                | 73.0                                | 78.0                                | 82.0                                | 69.5                                |
| moyenne mensuelle Durée d'ensoleillement                                                               | 49.9                                | 71.4                                | 107.1                               | 159.8                               | 181.2                               | 181.0                               | 192.1                               | 195.1                               | 138.9                               | 108.1                               | 58.5                                | 37.4                                | 1,480.5                             |
| Source #1: Record highs and lows from BBC Weather, except August and February maximum from Met Office, |                                     |                                     |                                     |                                     |                                     |                                     |                                     |                                     |                                     |                                     |                                     |                                     |                                     |
| Source #2: All other data from Met Office, except for humidity and snow data which are from NOAA       |                                     |                                     |                                     |                                     |                                     |                                     |                                     |                                     |                                     |                                     |                                     |                                     |                                     |